# マージョリー・メイン
マージョリー・メイン（Marjorie Main、1890年2月24日 - 1975年4月10日）は、アメリカ合衆国の女優。

## 出演作品
- 友情ある説得
- ローズ・マリー
- ベル・オブ・ニューヨーク
- ダイナマイト夫婦
- 凸凹西部の巻
- 卵と私
- ハーヴェイ・ガールズ
- 悪漢バスコム
- 若草の頃
- 天国は待ってくれる
- キャグニイの新聞記者
- 剣なき闘い
- 丘の羊飼い
- 女の顔
- 暗黒の命令
- かれらに音楽を
- 第三の影
- ザ・ウィメン
- リトル・タフガイ
- テスト・パイロット
- デッドエンド
- ステラ・ダラス